# Жиленци
Жиленци (болг. Жиленци) — село в Болгарии. Находится в Кюстендилской области, входит в общину Кюстендил. Население составляет 1 133 человека.

## Политическая ситуация
В местном кметстве Жиленци, в состав которого входит Жиленци, должность кмета (старосты) исполняет Камен Василев Златков (коалиция в составе 6 партий: Демократы за сильную Болгарию (ДСБ), Движение «Георгиев день», Земледельческий народный союз (ЗНС), Демократическая партия Болгарии (ДП), Союз свободной демократии (ССД), Союз демократических сил (СДС)) по результатам выборов.
Кмет (мэр) общины Кюстендил — Петыр Георгиев Паунов (коалиция в составе 3 партий: Демократы за сильную Болгарию (ДСБ), Союз демократических сил (СДС), партия АТАКА) по результатам выборов.